# Bulalacao
Bulalacao es un barrio rural  del municipio filipino de primera categoría de Corón perteneciente a la provincia  de Paragua en Mimaro,  Región IV-B.

## Geografía
Forman este  barrio  un conjunto de islas situadas al sur de Isla de Corón una de las que forman el Grupo Calamian situado a medio camino entre las islas de Mindoro (San José) y de Paragua (Puerto Princesa),  el Mar de la China Meridional a poniente y el mar de Joló a levante. Al norte de esta isla, y separada por  el estrecho de Corón, se encuentra  Isla Busuanga, donde se encuentra su ayuntamiento. Forman parte de este grupo la isla de  Culión y otras menores.
La sede de este barrio se encuentra  en la Isla de Bulalacao, comprendiendo además las de Pinamán, Diatolog, Dicalubuán, Gintungaguán (Gintungawan), Mininlay, Ditaytayán, Malaposa, Dipalián, Calumbagán y Canipo.
Este grupo de islas y linda al norte con Isla de Corón donde se encuentran los siguientes barrios de Banuang Daán y de Cabugao, con la isla de Delián; al sur y al este con el  mar de Joló; y al oeste con la bahía de Corón frente a la isla de Culión, barrio de Helsey.
En la isla de Bulalacao se encuentran los sitios de Bulalacao, Bayo Bayo, Magiangin y de Sinigüelas.

### Demografía
El barrio  de Bulalacao contaba  en mayo de 2010 con una población de 2.818  habitantes.